# Mensaje subliminal
Un mensaje subliminal es un mensaje o señal diseñada para pasar por debajo el mensaje (sub) de los límites (liminal) normales de percepción. Entre los ejemplos, puede mencionarse un mensaje en una canción, inaudible para la mente consciente pero audible para la mente inconsciente o profunda; o una imagen transmitida de un modo tan breve (como la décima parte de un segundo) que pasa desapercibida por la mente consciente pero, aun así, percibida inconscientemente. La persona puede no percibir el mensaje en forma consciente, pero sí de manera subconsciente. 
Los mensajes subliminales también pueden ser desde simples comerciales para inducir a consumir un producto, hasta mensajes que pueden cambiar - de alguna manera- la actitud o aspecto físico de una persona. Cabe destacar que un consenso casi total entre psicólogos e investigadores llegó a la conclusión de que los mensajes subliminales no producen un efecto poderoso ni duradero en el comportamiento, a no ser que estos estén presentes en la vida de las personas de forma excesiva.

## Historia

### Antecedentes
La primera mención registrada sobre la percepción subliminal es la realizada en los escritos de Demócrito. Platón habló de esta noción en su escrito Timeo.
Aristóteles explicó de modo más detallado los umbrales de la conciencia subliminal en su "Parva Naturalia" hace más de dos mil años, y parece ser el primero en sugerir que los estímulos no percibidos de modo consciente bien podrían afectar los sueños. Hace 2250 años Aristóteles explicó en su teoría del sueño:
"Si los impulsos que tienen lugar durante el día no son demasiado fuertes y poderosos pasan inadvertidos debido a impulsos altamente despiertos. Pero mientras dormimos tiene lugar lo contrario, entonces los pequeños impulsos parecen grandes. Esto aclara lo que pasa en el sueño. Cuando sólo hay ecos débiles en sus oídos los hombres creen que se trata de algo relampagueante y extraordinario".
Aristóteles anticipó lo que a principios del siglo se conocería como el efecto Poetzle. El filósofo Montaigne se refirió a dicho fenómeno de la percepción subliminal en 1580.

### Principios delsigloXX
Durante la última parte del siglo XIX y principios del XX, Freud investigó nuevos conceptos , teorías y libros sobre el subconsciente y el inconsciente. La teoría del sueño de Freud creó una base sobre la que el doctor O. Poetzle hizo uno de los primeros descubrimientos científicamente importantes sobre la percepción subliminal. Freud dijo que los sueños tienen tres características principales:
- Protegen el dormir al convertir el material potencialmente perturbador en imágenes propias del soñar;
- Representan la realización del deseo.
- Los estímulos del sueño son transformados de manera simbólica antes de surgir en el sueño, sobre todo aquellos estímulos que amenazan al individuo.

Poetzle descubrió que un estímulo o una información captada conscientemente por una persona no aparece en los sueños subsecuentes. Cuando estudiaba las reacciones a figuras plasmadas o escondidas en pinturas descubrió que el contenido del sueño en apariencia era trazado por los estímulos percibidos a un nivel inconsciente anterior al sueño. El científico formuló su Ley de exclusión alrededor de la observación de que los seres humanos excluyen de sus sueños los datos percibidos de manera consciente. Concluyó diciendo que el contenido de los sueños estaba compuesto en esencia de información percibida subliminalmente. Poetzle reflexionó sobre que el concepto de transformación de Freud, la tercera característica del sueño, era en esencia una modificación de material percibido de modo subliminal. Este fenómeno de transformación fue descrito más tarde como la defensa de la percepción, mecanismo mediante el cual el individuo se protege a sí mismo de la información que podría ser poco placentera, potencialmente dañina o que produjera consecuencias de ansiedad. La información amenazadora depositada en el inconsciente debe ser enterrada o transformada en algo relativamente inofensivo antes de ser admitido en la conciencia. El análisis del sueño durante la psicoterapia se basa en la interpretación del estado transformado de manera lenta y cuidadosa para que el paciente pueda aprender a vivir con comodidad cuando surgen del inconsciente los recuerdos penosos.
Los discípulos de Poetzle teorizaron que los ojos hacen cerca de 100.000 fijaciones diariamente. Solo una pequeña parte de estas fijaciones se experimenta de modo consciente. De alguna manera el contenido percibido subliminalmente es aislado y transformado para su reproducción posterior en los sueños. El descubrimiento sugiere que los estímulos inducidos de modo subliminal actúan con un efecto de reacción retardada de "alarma de reloj" o "bomba de tiempo" sobre el comportamiento.
En 1919 Poetzle estableció una relación entre los estímulos subliminales, la sugestión poshipnótica y la neurosis compulsiva. Un individuo realiza los actos que se le han indicado o programado que haga sin ningún conocimiento de por qué está haciendo dichas cosas.

### Investigaciones recientes
El estudio de la percepción subliminal volvió a llamar la atención del público a finales de la década de 1950. En 1957, James Vicary, publicitario estadounidense, demostró el taquistoscopio, máquina que servía para proyectar en una pantalla mensajes invisibles que pueden ser captados por el subconsciente. Durante la proyección de una película aparecían fotogramas con el siguiente mensaje: "¿Tienes hambre? Come palomitas. ¿Tienes sed? Bebe Coca-cola". Según Vicary el resultado fue asombroso: las ventas se dispararon.
Su teoría fue recogida por el escritor Vance Packard en el libro "Las formas ocultas de la propaganda" que causó preocupación de las autoridades estadounidenses en plena Guerra Fría con la entonces Unión Soviética. Una ley prohibió el uso de publicidad subliminal y la CIA comenzó a estudiar su utilización contra el enemigo.
Sin embargo, cuando los jugadores independientes trataron de replicar el experimento junto a Vicary, el fracaso fue completo. Cuando Vicary publicó su asombroso descubrimiento, su empresa atravesaba graves problemas económicos. En 1962, el autor reconoció públicamente que se habían manipulado los resultados:
“Yo tenía una buena idea para vender: usar los espacios de las películas para introducir mensajes comerciales sin tener que interrumpirlas. Era sólo un truco que no sabíamos si funcionaría, pero la prensa filtró el borrador de un estudio que tenía unos pocos datos que no eran significativos…”.
El último y más grande de todos los análisis científicos de esta teoría fue el metaanálisis de C. Trappery en 1996 e incluyó los resultados de veintitrés experimentos diferentes. Ninguno probó que los mensajes subliminales causen efecto de comportamiento compulsivo. Tampoco se han probado sus presuntas bondades en métodos para aprender idiomas, bajar de peso o dejar de fumar mientras se duerme.
Sin embargo el metaanálisis de C. Trappery de 1996 ha sido refutado diez años más tarde, en 2006, por los investigadores Johan C. Karremansa, Wolfgang Stroebeb y Jasper Claus, del Departamento de Psicología Social de la Radboud University Nijmegen y del Departamento de Psicología Social y Organizacional de la Universidad de Utrecht, quienes citan el experimento de Vicary como un experimento ampliamente desacreditado, y que, sin embargo no invalida la hipótesis de la efectividad de los mensajes subliminales.
Estos investigadores finalmente han demostrado que si las condiciones son las correctas los mensajes subliminales funcionan.